# کوزاره (بلغارستان)
کوزاره (به بلغاری: Kozare) یک منطقهٔ مسکونی در بلغارستان است که در استان بورگاس واقع شده‌است.